# Раштан
Раштан (раштика) је традиционални, спонтани, повртарски култивар купуса који припада варијетету Brassica oleracea var. acephala, у прошлости вероватно гајен на ширем подручју Балкана, а који се данас задржао у динарским крајевима (Херцеговина, Далмација, Црна Гора). Варијетет Br.oleracea var. acephala је примитивна форма купуса која не формира гигантски централни пупољак (главу, отуда и назив acephala), тривијално речено - "не затвара главицу". Овом варијетету припадају дивљи купус и примитивне гајене форме, које могу служити као сточна храна, поврће, или као украсно биље. У оквиру овог варијетета постоји јако велики број форми које се међусобно разликују по боји и изгледу листа, лисне површине и обода, по висини стабљике, по животном циклусу и многим другим карактеристикама. Раштан се одликује високом стабљиком и широким листовима зелене боје и целовитог обода, ради којих се гаји. Многе друге форме "безглавог" купуса гаје се као украсно биље, нарочито оне палмолике и оне са лишћем назубљеног обода, коврџавим и украшеним атрактивним бојама. 